# Coupe d'Europe de beach soccer 1999
Navigation
1998 2001
L'Euro Beach Soccer Cup 1999 est la deuxième édition de cette compétition regroupant les meilleurs nations de beach soccer d'Europe. Elle se déroule à Alicante (Espagne) les 3 et 4 septembre 1999.
La finale est la même que lors de l'édition précédente, l'Espagne prend sa revanche sur le Portugal (6-2).

## Nations participantes
- Espagne

- France

- Italie

- Portugal

## Déroulement
Quatre équipes participent au tournoi dans un format à élimination directe. Les demi-finales sont suivies par un match pour la troisième place et la finale.

## Tournoi

### Demi-finales
| Date        | Équipe 1 | Résultat | Équipe 2 |
| ----------- | -------- | -------- | -------- |
| 3 septembre | Espagne  | 9-2      | Italie   |
| 3 septembre | France   | 3-5      | Portugal |

### 3eplace
| 4 septembre 1999 | France | 7 - 8 | Italie | Alicante, Espagne |  |
|                  |        |       |        |                   |  |

### Finale
| 4 septembre 1999 | Espagne | 6 - 2 | Portugal | Alicante, Espagne |  |
|                  |         |       |          |                   |  |